# Lacipa jefferyi
Lacipa jefferyi är en fjärilsart som beskrevs av Collenette 1931. Lacipa jefferyi ingår i släktet Lacipa och familjen tofsspinnare. Inga underarter finns listade i Catalogue of Life.